# Die Bibel (Film)
Die Bibel (italienischer Originaltitel La Bibbia, englischer Originaltitel The Bible: In the Beginning…, Kurztitel The Bible) ist eine US-amerikanisch-italienische Bibelverfilmung aus dem Jahr 1966 des Regisseurs John Huston, der auch den Noah spielt. Die Hauptrollen sind unter anderem mit Stephen Boyd, Ava Gardner, Richard Harris und Peter O’Toole besetzt.

## Handlung
Alles beginnt mit der Schöpfung der Erde, der Erschaffung von Adam und Eva, sowie deren Sündenfall (Essen der verbotenen Frucht vom Baum der Erkenntnis) und ihrer darauffolgenden Vertreibung aus dem Garten Eden. Nach der Geburt der Söhne Kain und Abel und dem Brudermord von Kain an Abel verbannt Gott Kain aus dem Garten Eden in das Land Nod, östlich von Eden.
Nun wird die Geschichte von Noah – einem Nachfahren von Evas drittem Sohn Set – erzählt, und wie er von Gott beauftragt wurde, die Arche Noah zu bauen, damit er zusammen mit seiner Familie und einem Paar jedes Tieres die Sintflut überlebt. Danach wird ein Urenkel Noahs vorgestellt: Nimrod, ein König, der den Auftrag zum Bau des Turms zu Babel gab und dadurch den Zorn Gottes heraufbeschwor, sodass Gott die Menschen, die bisher alle eine gemeinsame Sprache hatten, mit Sprachverwirrung strafte und sie über die gesamte Erde verteilte.
Wir lernen Abram kennen, dieser verlässt nach einer Aufforderung Gottes seine Heimatstadt Ur, um in ein Land zu ziehen, das Gott ihm zeigen will. Abram nimmt dabei seine Frau Sarai, seinen Neffen Lot und seinen gesamten Besitz mitsamt Sklaven mit auf die Reise und schließlich finden sie das Gelobte Land. Um Streit über Weidegründe für ihre Herden zu vermeiden, gehen Abram und Lot nun getrennte Wege.
Abram beklagt sich, dass seine Frau unfruchtbar ist und er keinen Erben haben wird. Gott fordert ihn auf, ihm ein dreijähriges Kalb, eine dreijährige Ziege, einen dreijährigen Widder, eine Turteltaube und eine Jungtaube zu opfern. Nachdem Abram dies getan hat, prophezeit ihm Gott, dass er einen Sohn haben werde und dass er ihm den Namen Isaak geben solle. Abrams Frau befiehlt ihrer Sklavin, der Ägypterin Hagar, dass sie mit ihrem Mann schlafen soll, um ihm ein Kind zu schenken. Hagar wird daraufhin schwanger.
Im Tal von Siddim kommt es zu einer Schlacht, bei der die Truppen der vier Könige der Völker von Mesopotamien gegen die Truppen der fünf Könige der Städte Sodom und Gomorra, Adma, Zebojim und Zoar kämpfen. Dabei werden die Könige von Sodom und Gomorra geschlagen und in die Sümpfe getrieben. Bei der Schlacht gerät Lot zwischen die Fronten und wird gefangen genommen. Abram entschließt sich trotz der Übermacht des Feindes den siegreichen Königen zu folgen, sie anzugreifen und Lot zu befreien – was ihm auch gelingt.
Gott gibt Abram die Weisung, dass sein Name von nun an Abraham sein soll und seine Frau von nun an nicht mehr Sarai, sondern Sarah heißen soll. Zudem werde er seine Frau segnen und (der scheinbar unfruchtbaren Frau) einen Sohn schenken. Gott diktiert ihm allerdings auch eine Bedingung: Jeder Sohn soll von nun an beschnitten werden. Als die Sklavin Hagar ihren mit Abraham gezeugten Sohn Ismael zur Welt bringt, wird dieser als erstes Kind beschnitten.
Es erscheinen drei Engel, die von Gott den Auftrag haben, die Stadt Sodom zu zerstören, da die Bewohner in seinen Augen zu lasterhaft sind. Falls die Engel allerdings zehn aufrechte Menschen in Sodom ausfindig machen könnten, würden sie von der Zerstörung der Stadt ablassen. Dem sich in Sodom aufhaltenden rechtschaffenen Lot, seiner Frau und seinen beiden Töchtern wird die Flucht aus der Stadt gewährt, keinesfalls dürften sie aber  zurückblicken. Als Lots Frau diesen Befehl missachtet, sich umdreht und den Blick auf die gerade der Zerstörung zum Opfer fallende Stadt richtet, erstarrt sie zu einer Salzsäule.
Abrahams Frau Sarah bringt in hohem Alter wie verheißen Sohn Isaak zur Welt. Daraufhin verstößt Abraham, auf den Wunsch seiner Frau, seinen Sohn Ismael und dessen leibliche Mutter, die Sklavin Hagar. Gott fordert nun Abraham auf, ihm seinen Sohn Isaak auf einem Berg als Brandopfer darzubringen. Die Familie reist in das Land von Moriah, wo der von Gott gewählte Berg stehen soll. Als Abraham dabei ist, die Opferung Isaaks zu vollziehen, erklärt Gott, er soll von ihm ablassen, da er nun wisse, dass er selbst seinen einzigen Sohn für ihn opfern würde.

## Hintergrund, Produktion
Der Produzent Dino De Laurentiis plante ursprünglich, dass diesem ersten Bibelfilm eine Reihe von Filmen folgen sollten, die das gesamte Alte Testament beinhalten sollten. Dazu kam es jedoch nie. Dieser Film behandelt die ersten 22 Kapitel des Alten Testaments und stellt im Wesentlichen den Inhalt der ersten Hälfte des 1. Buch Mose dar. Der Film weist (nach ungefähr der Hälfte der Spielzeit) eine rund 3 Minuten lange Intermission auf. Es ist der erste Spielfilm, der in der Dimension 150 genannten Technik gedreht wurde, dabei wird ein 70-mm-Film von Todd-AO mit einer extrem weitwinkligen 150-Grad-Linse verwendet. Der zweite und gleichzeitig letzte große Spielfilm mit dieser Technik war Patton – Rebell in Uniform.
Bei den Dreharbeiten wurde kaum mit künstlicher Beleuchtung gearbeitet, ungefähr 80 % des Films entstanden in dunkler Umgebung. Daher erscheint selbst der Garten Eden als ein dunkler Urwald. Die Drehorte lagen in Italien, und dort vor allem in den Dino De Laurentiis-Studios in Rom.

## Veröffentlichung
Premiere hatte der Film in den USA am 28. September 1966. Im Oktober desselben Jahres wurde er zudem im Vereinigten Königreich, in Japan, Schweden, den Niederlanden und am 28. Oktober unter dem Titel Die Bibel in der Bundesrepublik Deutschland veröffentlicht. Im November 1966 erfolgte eine Veröffentlichung in Finnland und in der Türkei. Im März 1967 lief der Film in Belgien (Gent), Dänemark und Irland an. Im Juni 1967 erfolgte die Premiere in Australien (Sydney), im August 1967 in Argentinien und im September 1967 in Mexiko und in Uruguay. Der Film wurde zudem in Bulgarien, Brasilien, Spanien, Frankreich, Griechenland, Ungarn, Italien (unter dem Titel La Bibbia), Norwegen, Polen, Portugal und der Sowjetunion veröffentlicht. Der englische Originaltitel ist: The Bible: In the Beginning…, der Kurztitel The Bible.
Der Film wurde am 18. Dezember 2002 von 20th Century Fox innerhalb der Reihe „Große Film-Klassiker“ auf DVD herausgegeben.

## Synchronisation
- Erzähler: Erich Schellow
- Stimme Gottes: Ernst Wilhelm Borchert
- Stimme der Schlange: Gisela Reißmann
- Adam: Claus Jurichs
- Eva: Marianne Lutz
- Kain: Stefan Wigger
- Abel: Randolf Kronberg
- Noah: Klaus W. Krause
- Nimrod: Harry Wüstenhagen
- Abraham: Martin Hirthe
- Sara: Eva Katharina Schultz
- Die drei Engel: Lothar Blumhagen

## Kritiken
„Die veräußerlichte, episodenhafte Darstellung des Regisseurs Huston bemüht sich weithin um Werknähe, liest aber die Heilige Schrift als Geschichtsbuch und ignoriert ihre religiöse Dimension. Filmisches Kabinettstück ist ein Auftritt des Regisseurs in der Rolle Noahs.“

„Zweiundzwanzig Kapitel der Genesis in epischem Stil vereint zu einem klatschbunten Bilderbogen. Monumental angelegt, erstickt der Film von Huston (…) in der Materialfülle und am Ausstattungspathos. Einzig der Regisseur selbst als Noah vermag dem Spiel lebendige und individuelle Züge zu geben. Die Vorlage ist spannender. (Wertung: schwach)“

„Der Grundton des Filmes ist sehr getragen – spürbar bemüht, sich dem Thema mit angemessener Würde zu nähern.
(…) Leider sind Würde und Getragenheit nicht unbedingt zwei mitreißende Eigenschaften. Die einzelnen Kapitel werden langsam abgearbeitet, was nicht uninteressant ist – aber eben auch nicht besonders kurzweilig. (…) Dem steht natürlich gegenüber, dass Huston ein Meister-Regisseur ist, der jede Episode in durchdachte Einstellungen und Kamerafahrten auflöst, so dass die Bilder und die Inszenierung stets sehr ästhetisch sind und eine gewisse Klasse haben. Unterstützt wird er durch Hauptdarsteller, die alle zur ersten Garde Hollywoods gehören und ihr Handwerk verstehen […]“

„Die ersten 22 Kapitel der Bibel […] in einem Monumentalfilm, der sich durch seine Parallelität zum Bibeltext vorteilhaft von anderen Filmen über das Alte Testament abhebt. Er erschöpft sich allerdings in einer äußerlichen Rekonstruktion der biblischen Erzählungen und trägt deshalb wenig zur Predigt der Kirchen bei. Da er aber den wesentlichen Inhalt des 1. Buches Mose auch nicht nennenswert verbiegt, braucht man sich um die Auswirkungen dieser Bibelillustration keine sonderlichen Sorgen zu machen.“

Moviepilot konzedierte dem Film, dass Produzent Dino De Laurentiis für dieses über dreistündige Epos „eine Starbesetzung“ verpflichtet habe, „die ihresgleichen such[e]“. Weiter hieß es: „Große Namen wie George C. Scott, Ava Gardner, Peter O’Toole und John Huston selbst, der in der Rolle des Noah eine absolute Glanzleistung vollbrachte, machen diesen Film zu einem hochkarätigen Juwel der Filmgeschichte.“

## Auszeichnungen
Die Filmmusik von Toshiro Mayuzumi war bei der Oscarverleihung 1967 in der Kategorie Beste Filmmusik nominiert, in derselben Kategorie erhielt der Film auch eine Nominierung für die Golden Globes 1967.